# Nicolas Cage
Nicolas Cage, właśc. Nicolas Kim Coppola (ur. 7 stycznia 1964 w Long Beach) – amerykański aktor, reżyser i producent filmowy, bratanek reżysera Francisa Forda Coppoli.
W latach 90. Cage został laureatem Oscara za rolę w Zostawić Las Vegas i był jednym z najbardziej kasowych aktorów w Hollywood, lecz wystąpił później w nieudanych produkcjach i był dziewięć razy nominowany do Złotych Malin. Było to prawdopodobnie spowodowane tym, że brał każdą możliwą ofertę pracy z powodu długów. Mimo to powtarzał, że zawsze dawał z siebie wszystko, jeśli chodzi o aktorstwo.
31 lipca 1998 otrzymał własną gwiazdę w Alei Gwiazd w Los Angeles znajdującą się przy 7021 Hollywood Boulevard.
W drugiej dekadzie XXI wieku zaczął jednak grać także w filmach docenionych przez krytyków np. Mandy (2018), Nieznośny ciężar wielkiego talentu (2022) oraz Świnia (2021), za rolę w którym dostał tym razem Złota Malinę: Odkupienie za powrót do aktorskiej formy.

## Życiorys

### Młodość
Urodzony w Long Beach w stanie Kalifornia w rodzinie rzymskokatolickiej jako syn Joy Vogelsang, pochodzącej z Niemiec choreografki i tancerki baletowej, która chorowała na chroniczną depresję i Augusta Floyda Coppoli, Amerykanina włoskiego pochodzenia, scenarzysty, profesora komparatystyki, pioniera studiów dla niewidomych. Wychował się z dwoma braćmi – Christopherem i Markiem. Jego dziadek Carmine Coppola był kompozytorem, a babka Italia Pennino, aktorką.
Jego rodzice rozwiedli się w 1976. Uczęszczał do Beverly Hills High School, gdzie wystąpił w przedstawieniu Clifforda Odetsa Złoty chłopak (Golden Boy). Mając 15 lat, podjął naukę w American Conservatory Theatre w San Francisco. Później studiował aktorstwo u renomowanej nauczycielki Peggy Feury.

### Kariera
Nazwisko Cage przyjął od Luke’a Cage’a, jednego z superbohaterów Marvel Comics. Po raz pierwszy na ekranie pojawił się w telewizyjnym filmie Najlepsze czasy (Best of Times, 1981). Rok później trafił na kinowy ekran w melodramacie komediowym Beztroskie lata w Ridgemont High (Fast Times at Ridgemont High, 1982) z Seanem Pennem, Jennifer Jason Leigh, Judge’em Reinholdem, Forestem Whitakerem i Anthonym Edwardsem w obsadzie. Następnie dostał rolę zbuntowanego punka Randy’ego w komedii romantycznej Dziewczyna z Doliny (Valley Girl, 1983) oraz pojawił się w dramacie kryminalnym swojego stryja, Francisa Forda Coppoli, Rumble Fish (1983) u boku Matta Dillona, Diane Lane, Mickeya Rourke’a, Toma Waitsa i Laurence’a Fishburne’a.
Dorabiał także jako sprzedawca popcornu w Fairfax Theater, zanim zrobił furorę wśród krytyków i publiczności w roli opiekuńczego i przedsiębiorczego sierżanta Ala Columbato, syna włoskich emigrantów, skrywającego wrażliwość pod maską cynizmu w dramacie wojennym Alana Parkera na podstawie książki Williama Whartona Ptasiek (Birdy, 1984) z Matthew Modine’em w roli tytułowej. Rola nieokrzesanego kochanka, romantycznego jednorękiego piekarza w komedii romantycznej Wpływ Księżyca (Moonstruck, 1987) z Cher przyniosła mu nominację do nagrody Złotego Globu, ustalając jego charakterystyczny „typ” – nieobliczalnego, zamkniętego w sobie, o lekko makabrycznym poczuciu humoru, często gwałtownego buntownika. Sławę zawdzięcza roli niezależnego Sailora Ripleya w przygodowej komedii kryminalnej Davida Lyncha Dzikość serca (Wild at Heart, 1990), gdzie śpiewa przebój Elvisa Presleya „Love Me Tender”. Za kreację scenarzysty-alkoholika Bena, który stracił pracę w studiu Hollywood, w melodramacie Zostawić Las Vegas (Leaving Las Vegas, 1995) otrzymał wiele wyróżnień, w tym nagrodę Srebrnej Muszli (Silver Seashell) Międzynarodowego Festiwalu Filmowego w San Sebastián, Złoty Glob i Oscara.
W 2000 założył własną firmę produkcyjną Saturn Films, z siedzibą w Los Angeles, w Kalifornii.
Kolejną nominację do Oscara i Złotego Globu otrzymał za podwójną rolę niezwykle utalentowanego, ale zakompleksionego i neurotycznego scenarzysty filmowego, żywiołowego i nieco ekscentrycznego jego brata bliźniaka w komedii Adaptacja (Adaptation, 2002). Jednak postać szeryfa w horrorze Kult (The Wicker Man, 2006) doczekała się dwóch nominacji do Złotej Maliny.
Otrzymał honorowy doktorat Sztuk Pięknych Kalifornijskiego Uniwersytetu Stanowego Fullerton w maju 2001. Jego złota gwiazda na Walk of Fame została odsłonięta 31 lipca 1998.

### Życie prywatne
Z nieformalnego związku z Christiną Fulton ma syna Westona Coppolę Cage’a (ur. 1990). 8 kwietnia 1995 poślubił Patricię Arquette, z którą rozwiódł się 18 maja 2001. 10 sierpnia 2002 ożenił się z Lisą Marie Presley, z którą wziął rozwód 16 maja 2004. 30 lipca tego samego roku poślubił byłą kelnerkę Alice Kim, z którą ma syna Kal-Ela (ur. 3 października 2005) i z którą rozwiódł się w styczniu 2016. 23 marca 2019 wziął ślub z makijażystką Eriką Koike, ale już cztery dni później złożył do sądu prośbę o unieważnienie małżeństwa, a po odrzuceniu wniosku przez sąd złożył pozew o rozwód, który został orzeczony 31 maja 2019.
Jest zafascynowany postacią mistyka i filozofa Jakuba Boehmego, który mieszkał i tworzył w Zgorzelcu. Podczas pobytu w Polsce gwiazdor odwiedził jego dom na Przedmieściu Nyskim i grób na cmentarzu w Görlitz.

## Nagrody i nominacje
| Rok  | Nagroda                                                             | Kategoria                                    | Film                        | Rezultat  |
| ---- | ------------------------------------------------------------------- | -------------------------------------------- | --------------------------- | --------- |
| 1988 | Złoty Glob                                                          | Najlepszy aktor w komedii lub musicalu       | Wpływ księżyca              | Nominacja |
| 1993 | Złoty Glob                                                          | Najlepszy aktor w komedii lub musicalu       | Miesiąc miodowy w Las Vegas | Nominacja |
| 1995 | Srebrna Muszla Międzynarodowego Festiwalu Filmowego w San Sebastián | Najlepszy aktor                              | Zostawić Las Vegas          | Wygrana   |
| 1996 | Oscar                                                               | Najlepsza rola męska                         | Zostawić Las Vegas          | Wygrana   |
| 1996 | Złoty Glob                                                          | Najlepszy aktor w dramacie                   | Zostawić Las Vegas          | Wygrana   |
| 1996 | BAFTA                                                               | Najlepsza rola męska                         | Zostawić Las Vegas          | Nominacja |
| 1997 | MTV Movie Award                                                     | Najlepszy duet aktorski z Seanem Connerym    | Twierdza                    | Wygrana   |
| 1998 | MTV Movie Award                                                     | Najlepsza rola męska                         | Bez twarzy                  | Nominacja |
| 1998 | MTV Movie Award                                                     | Najlepszy duet aktorski z Johnem Travoltą    | Bez twarzy                  | Wygrana   |
| 1998 | MTV Movie Award                                                     | Najlepszy czarny charakter z Johnem Travoltą | Bez twarzy                  | Nominacja |
| 1998 | Saturn                                                              | Najlepszy aktor                              | Bez twarzy                  | Nominacja |
| 1999 | MTV Movie Award                                                     | Najlepszy duet aktorski z Meg Ryan           | Miasto Aniołów              | Nominacja |
| 2002 | Nagroda Międzynarodowego Festiwalu Filmowego w Toronto              | Najlepszy aktor                              | Adaptacja                   | Wygrana   |
| 2003 | Oscar                                                               | Najlepszy aktor                              | Adaptacja                   | Nominacja |
| 2003 | Złoty Glob                                                          | Najlepszy aktor w komedii lub musicalu       | Adaptacja                   | Nominacja |
| 2003 | Nagroda Satelita                                                    | Najlepszy aktor w komedii lub musicalu       | Adaptacja                   | Nominacja |
| 2003 | BAFTA                                                               | Najlepszy aktor                              | Adaptacja                   | Nominacja |